# 美国宪法第二十三修正案
《美利坚合众国宪法》第二十三修正案（英語：Twenty-third Amendment to the United States Constitution）簡稱「第二十三修正案」（Amendment XXIII），由美国国会于1960年6月17日提出，於1961年3月29日获得了足够数量州的批准而生效。
这一修正案旨在给予首都哥伦比亚特区公民参与美国总统和副总统投票选举的权力。在其通过前的170多年时间里，特区公民都没有参加过四年一度的总统选举，这之后，他们才在1964年首度行使这一政治权利。不过直至现今，特区經公民並無联邦众议员和参议员，只有參議院列席代表與眾議院列席代表，在國會並沒有投票權。
自1964年美国总统选举至今，特区的3张选举人票在每一届大选中都投给了民主党的候选人。

## 内容文本
Section 1. The District constituting the seat of Government of the United States shall appoint in such manner as the Congress may direct:
A number of electors of President and Vice President equal to the whole number of Senators and Representatives in Congress to which the District would be entitled if it were a State, but in no event more than the least populous State; they shall be in addition to those appointed by the States, but they shall be considered, for the purposes of the election of President and Vice President, to be electors appointed by a State; and they shall meet in the District and perform such duties as provided by the twelfth article of amendment.
Section 2. The Congress shall have power to enforce this article by appropriate legislation.
译文
- 第一款　合众国政府所在的特区，应依国会规定方式选派：一定数目的总统和副总统选举人，其人数如同特区是一个州一样，等于它在国会有权拥有的参议员和众议员人数的总和，但决不得超过人口最少之州的选举人人数。他们是在各州所选派的选举人以外增添的人，但为了选举总统和副总统的目的，应被规为一个州选派的选举人；他们在特区集会，履行第十二修正案所规定的职责。
- 第二款　国会有权以适当立法实施本条[1][2]。

修正案中明确规定了特区所拥有的选举人票数“决不得超过人口最少之州的选举人人数。”根据2010年美国人口普查，美国人口最少的州是怀俄明州，该州一共拥有3张选举人票。因此哥伦比亚特区也只能拥有3张选举人票。不过按目前的实际情况，即使没有这一规定，特区也只会有3张选举人票，因为其人口数仅为60万人出头，而人口超过它的佛蒙特州、北达科他州、阿拉斯加州、南达科他州、特拉华州、蒙大拿州均只有3张选举人票，其中蒙大拿州的人口数已经突破了100万。

## 背景
美利坚合众国宪法第二条和宪法第十二修正案中规定，美国总统由各州的选举人选出，但是，首都哥伦比亚特区并不是一个州，因此也就一直没有参加过总统选举，同时也没有国会议员。

## 提出和批准

1960至1961年批准修正案
修正案通过后才进行批准
拒绝修正案
未批准修正案

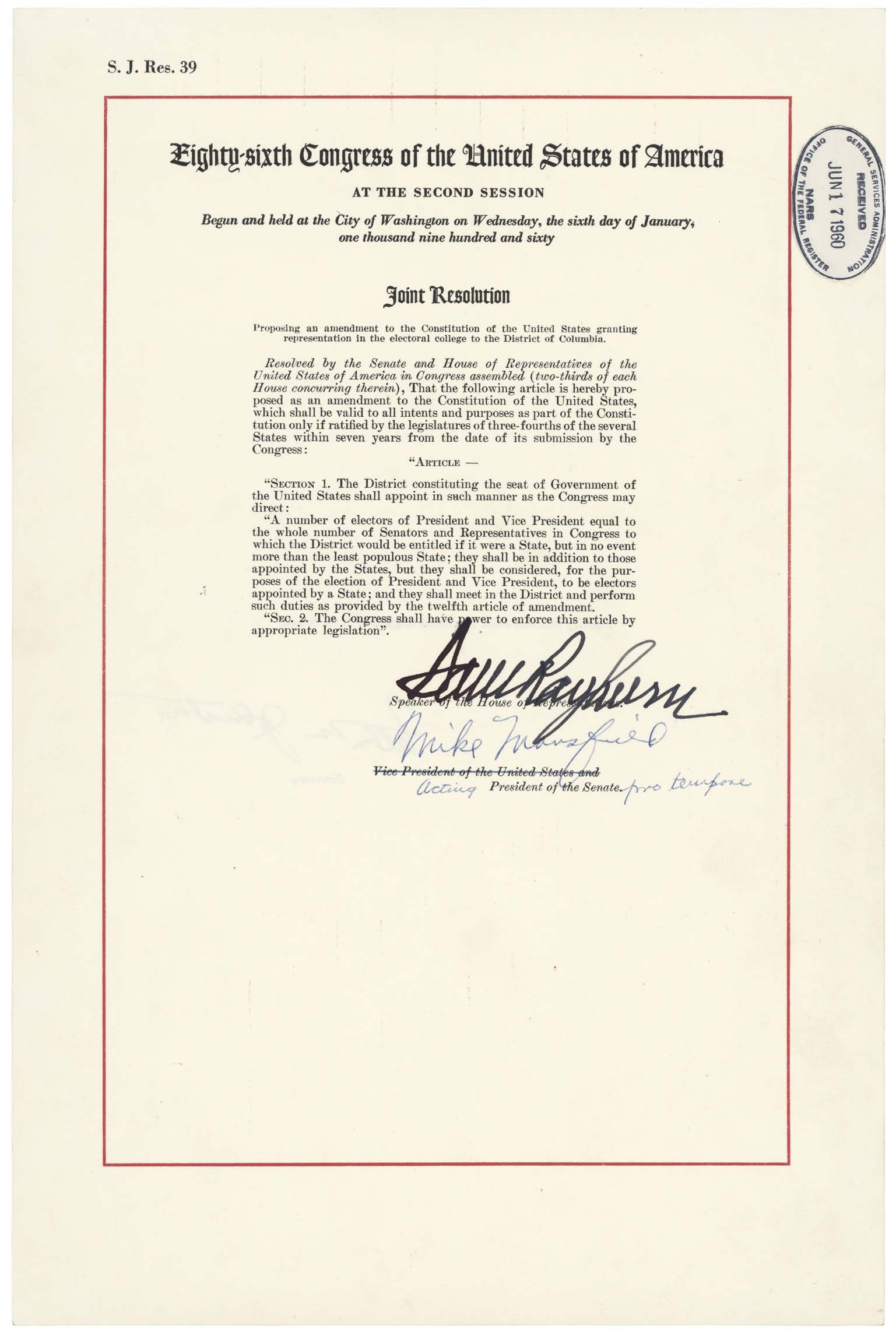
存放在国家档案和记录管理局的第二十三修正案手写文本

联邦国会与1960年6月17日提出了第二十三修正案，并由以下州予以批准：
1. 夏威夷州（1960年6月23日[5]）
2. 马萨诸塞州（1960年8月22日）
3. 新泽西州（1960年12月19日）
4. 纽约州（1961年1月17日）
5. 加利福尼亚州（1961年1月19日）
6. 俄勒冈州（1961年1月27日）
7. 马里兰州（1961年1月30日）
8. 爱达荷州（1961年1月31日）
9. 缅因州（1961年1月31日）
10. 明尼苏达州（1961年1月31日）
11. 新墨西哥州（1961年2月1日）
12. 内华达州（1961年2月2日）
13. 蒙大拿州（1961年2月6日）
14. 南达科他州（1961年2月6日）
15. 科罗拉多州（1961年2月8日）
16. 华盛顿州（1961年2月9日）
17. 西弗吉尼亚州（1961年2月9日）
18. 阿拉斯加州（1961年2月10日）
19. 怀俄明州（1961年2月13日）
20. 特拉华州（1961年2月20日）
21. 犹他州（1961年2月21日）
22. 威斯康星州（1961年2月21日）
23. 宾夕法尼亚州（1961年2月28日）
24. 印第安纳州（1961年3月3日）
25. 北达科他州（1961年3月3日）
26. 田纳西州（1961年3月6日）
27. 密歇根州（1961年3月8日）
28. 康涅狄格州（1961年3月9日）
29. 亚利桑那州（1961年3月10日）
30. 伊利诺伊州（1961年3月14日）
31. 内布拉斯加州（1961年3月15日）
32. 佛蒙特州（1961年3月15日）
33. 艾奥瓦州（1961年3月16日）
34. 密苏里州（1961年3月20日）
35. 俄克拉何马州（1961年3月21日）
36. 罗德岛州（1961年3月22日）
37. 俄亥俄州（1961年3月29日）
38. 堪萨斯州（1961年3月29日）

- 至此已经有38个州批准了修正案，达到了宪法第五条规定的四分之三多数（一共是50个州），修正案于1961年3月29日开始生效。并且之后还有以下州给予了批准：

1. 新罕布什尔州（1961年3月30日）
2. 阿拉巴马州（2002年4月11日）

新罕布什尔州的批准有些反常，该州原于1961年3月29日批准了修正案，但立刻又予以了撤消，第二天该州又重新批准了修正案。
1961年1月24日，阿肯色州否决该修正案。
以下几个州没有批准修正案：
1. 佛罗里达州
2. 肯塔基州
3. 密西西比州
4. 乔治亚州
5. 南卡罗莱纳州
6. 路易斯安纳州
7. 德克萨斯州
8. 北卡罗莱纳州
9. 弗吉尼亚州